# Rumohra turficola
Rumohra turficola är en träjonväxtart som beskrevs av R.M.Senna. Rumohra turficola ingår i släktet Rumohra och familjen Dryopteridaceae. Inga underarter finns listade.